# Acanthogonatus huaquen
Espèce
Acanthogonatus huaquen est une espèce d'araignées mygalomorphes de la famille des Pycnothelidae.

## Distribution
Cette espèce est endémique du Chili. Elle se rencontre dans les régions de Valparaíso et de Coquimbo.

## Description
Le mâle holotype mesure 15,27 mm et la femelle paratype 23,60 mm.

## Étymologie
Son nom d'espèce lui a été donné en référence au lieu de sa découverte, Estero Huaquén.

## Publication originale
- Goloboff, 1995 : A revision of the South American spiders of the family Nemesiidae (Araneae, Mygalomorphae). Part 1: species from Peru, Chile, Argentina, and Uruguay. Bulletin of the American Museum of Natural History, no 224, p. 1-189 (texte intégral).